# Freiria
Freiria é uma povoação portuguesa sede da Freguesia de Freiria do Município de Torres Vedras, freguesia com 13,38 km² de área e 2436 habitantes (censo de 2021), tendo, por isso, uma densidade populacional de 182,1 hab./km².
Entre 1820 e 1837 pertencia ao concelho de Azueira (hoje freguesia do Município de Mafra), tendo sido desanexada em 24 de Outubro de 1855, após a extinção do concelho da Azueira.  
Foi freguesia rural piloto. A freguesia ganhou notoriedade ao ser o palco das gravações exteriores da telenovela da SIC, Floribella.
Esta freguesia é conhecida pelo nome São Lucas da Freiria e pelo popular nome de "Freiria dos Chapéus".[carece de fontes?]

## Demografia
A população registada nos censos foi:
| Distribuição da População por Grupos Etários | Distribuição da População por Grupos Etários | Distribuição da População por Grupos Etários | Distribuição da População por Grupos Etários | Distribuição da População por Grupos Etários |
| -------------------------------------------- | -------------------------------------------- | -------------------------------------------- | -------------------------------------------- | -------------------------------------------- |
| Ano                                          | 0-14 Anos                                    | 15-24 Anos                                   | 25-64 Anos                                   | > 65 Anos                                    |
| 2001                                         | 431                                          | 366                                          | 1237                                         | 430                                          |
| 2011                                         | 356                                          | 313                                          | 1295                                         | 497                                          |
| 2021                                         | 343                                          | 249                                          | 1294                                         | 550                                          |

## Património
- Igreja Matriz de São Lucas, monumento de interesse público
- Moinhos de vento
- Casas Centenárias
- Poço Ribeiro
- Flora Florestal
- Espécies de aves

## Infraestruturas
- Sede da Junta de Freguesia
- Centro de Saúde de Freiria
- Creche
- Centro de dia e lar de idosos
- Cineteatro de Freiria
- Escola Básica do 1º Ciclo de Freiria
- Escola Básica do 1.º Ciclo dos Chãos
- Escola Básica dos 2º e 3º Ciclos de Freiria
- Associação de Socorros da Freguesia de Freiria
- Freiria Sport Clube - Águias Brancas
- Casa do Povo da Freguesia de Freiria
- Agência da Caixa de Crédito Agrícola de Torres Vedras
- Multibanco